# Halictus yunnanicus
Halictus yunnanicus är en biart som beskrevs av Pesenko och Wu 1997. Halictus yunnanicus ingår i släktet bandbin, och familjen vägbin. Inga underarter finns listade i Catalogue of Life.